# 新世代ロボット戦記ブレイブサーガ
新世代ロボット戦記ブレイブサーガ（しんせだいロボットせんきブレイブサーガ）は、1998年12月17日にタカラより発売されたプレイステーション用シミュレーションRPG。

## 概要
本作品は、タカラとサンライズによるテレビアニメ『勇者シリーズ』を題材としており、同シリーズの各作品のうち、開発当時の現行作品であった『勇者指令ダグオン』までの7作品、そして同シリーズの範疇には含まれていないものの、『装甲騎兵ボトムズ』など同じくサンライズ制作のロボットアニメに登場するロボット・キャラクターが一堂に会した、いわゆるクロスオーバー作品として制作されている。
登場する複数作品のストーリーを、1つのゲームとしてまとめる意味合いも込めて、上記テレビシリーズに準じたフォーマットのゲームオリジナル作品『勇者聖戦バーンガーン』が新たに作られており、ゲームのメインストーリーは同作品の主人公である芹沢瞬兵とバーンの物語をベースに構築されている。ゲームオリジナルの勇者とはいえ、作中に登場するオープニング映像や合体バンクの映像などは、テレビシリーズ各作品と同様にサンライズのスタッフによって制作されており、2024年現在では同作品が公式に9代目の勇者として数えられてもいる。
各ステージの構成もAパート、アイキャッチ、そしてBパートといった具合に、テレビアニメとしてのフォーマットに準じた演出が盛り込まれているのも特徴のひとつである。これらのステージの中には、各作品の人気回を中心として原作再現イベントも用意されているが、各作品の作中への登場の仕方はまちまちで、後述の通り放送終了後の世界を舞台にしたパターンと、テレビシリーズのストーリーをなぞるパターンとに大別される。また、メインのイベントとは別にサブイベントも存在し、そちらでは各作品のドラマCDなどの内容を意識したマニアックなネタも盛り込まれている。
ゲームは通常版のほか、「ブレイブチャージボックス」と呼ばれる初回生産限定盤も存在し、こちらには購入者限定特典として1/1サイズのバーンフィギュアが同封されていた他、予約した場合には特別CD『勇者の証』をゲームソフト受け取り時に手に入れることができた。また1999年4月には、本作品を題材としたカードゲームも発売されたが、追加拡張パックの発売すらないままに展開が打ち切られた。現存するのは全て発売当初に出されていたスターターとそのブースターのみである。その他にも、ほぼ同時期にはブレイブサーガのプライズ商品として、エクスカイザーやスコープドッグのキーチェーンマスコットがバンプレストより発売されている。
本作品がアニメ誌などで初めて発表されたのは、折しも勇者シリーズのテレビシリーズ最終作に当たる『勇者王ガオガイガー』が終了した翌月、1998年2月のことであり、そうした状況もあってリリース前から既にものすごい反響があったことを、プロデュースを手掛けた早坂憲洋が後に述懐している。そうしたリリース前後の反響の大きさから、2000年には続編に当たる『ブレイブサーガ2』が同じくプレイステーション用のソフトとして、そして2001年にはゲームボーイカラー用ソフトとして『ブレイブサーガ 新章 アスタリア』がリリースされるに至った。

## 参戦作品

### オリジナル作品
- 勇者聖戦バーンガーン

### 勇者シリーズ
- 勇者エクスカイザー
  - 参戦時期はテレビシリーズ終了後として設定されており、大いなる意思アスタルの警鐘を受け、地球に再来訪。エクスカイザーはストーリー序盤から登場し、他のカイザーズのメンバーは徐々に参戦していく形となる。
- 太陽の勇者ファイバード
  - 同じく参戦時期はテレビシリーズ終了後とされ、ファイバードは「火鳥勇太郎」として天野レスキュー隊員の一員として参加。テレビシリーズ最終回で損壊したファイヤージェットも修復されており、尊敬するエクスカイザー、そして「ガードチーム」や「バロンチーム」とともにストーリー序盤より登場する。また、作中ではテレビシリーズ最終回で佐津田に逮捕されたはずのDr.ジャンゴが脱走していたことについても触れられている。
- 伝説の勇者ダ・ガーン
  - 参戦時期はテレビシリーズの第5話辺りに相当し、ストーリー序盤では別行動をとり、原典での第25話に該当する「アフリカの開放点」から参戦。主人公格では年長の部類に入る高杉星史は、ゲーム本編では同年代であるバーンガーンの芹沢駿兵や坂下洋（同学年に当たる）、ジェイデッカーの友永勇太たちに対してやや辛口の物言いで接する。
- 勇者特急マイトガイン
  - 参戦時期はテレビシリーズの第9話辺りに相当し、ストーリー序盤より参戦。
- 勇者警察ジェイデッカー
  - 参戦時期はテレビシリーズの第1話からで、ストーリーの初期より参戦。勇太は瞬兵に勇気のあり方を教える立ち位置として描かれている。
- 黄金勇者ゴルドラン
  - 参戦時期はテレビシリーズの序盤に相当し、ストーリー中盤前に参戦。マイトガインと同じ分岐で残るかでイベントが発生する。
- 勇者指令ダグオン
  - 参戦時期はテレビシリーズ終了後とされ、ストーリー序盤の時点で主要なメンバーがほぼ全員参戦する。特にライは、エクスカイザーやファイバード達の後輩として先輩達を尊敬しているといった描写が盛り込まれている。

### その他
- 装甲騎兵ボトムズ
  - ウド編後半がメインで、主要なキャラクターのうちバニラ、ココナは登場しない。
- 太陽の牙ダグラム
  - 中盤以降がメインで、登場キャラクターはクリンとロッキーのみに留まっている。
- 機甲界ガリアン
  - テレビシリーズの第9話 - 第19話辺りに相当。主要なキャラクターのうちウィンドゥ、チュルル、アズベス、スラーゼンは登場しない。

## サブタイトル

### メインストーリー
第21話・第22話は、第20話での選択によって地球篇とヌーベルトキオ篇に分岐する。
1. 勇者降臨!
2. 勇者の使命
3. 瞬兵と勇太
4. 森よ、よみがえれ!
5. 勇者は小学生
6. 幽霊船の秘密
7. 嵐を呼ぶ勇者
8. 恐竜墓場
9. 危険な眠り
10. 狙われた臨海工業都市
11. 昆虫大パニック
12. ダグオン集結!
13. 希望が闇に染まる時
14. 自分の中の敵
15. 新たなる力
16. 狙われた古代遺跡
17. 地球の歌
18. 黄金の勇者登場
19. 秘められた伝説
20. インターミッション
21. パワーストーンを求めて（地球篇）or 世界征服作戦（ヌーベルトキオ篇）
22. 宇宙からのメッセージ（地球篇） or 絶望からの脱出（ヌーベルトキオ篇）
23. 迷い
24. 本当に大切なもの
25. 帰還
26. 人工島での決戦!
27. 現れし絶望の影
28. 菜々子
29. 勇気ある者
30. 希望の翼
31. 聖なる歌声
32. 恐怖の洗脳ウィルス
33. 勇気と希望
34. 勇者の休日
35. 大脱走を阻止せよ!
36. 機械都市SOS!
37. ビックマザー
38. 氷結都市
39. 火山島危機一髪!
40. 出現! デビルの塔
41. マイナスの嵐
42. 大切な人のために
43. 掟破りの新勇者!
44. 地球人精神浄化計画
45. 再会の時
46. 月の世界へ
47. それぞれの決戦!
48. 君のそばに

### サブストーリー
サブストーリーは一定の話の間、特定の場所で発生する。
| サブタイトル           | 発生話数 | 発生場所               | 備考                      |
| ---------------------- | -------- | ---------------------- | ------------------------- |
| おかえりエクスカイザー | 3〜6話   | エクスカイザーの部屋   |                           |
| 古代遺跡で大発見！     | 3〜5話   | VARS本部               |                           |
| ただ今、特訓中         | 6〜13話  | エクスカイザーの部屋   |                           |
| お母さんは宝物         | 5〜7話   | VARS本部               |                           |
| おじいちゃんと一緒     | 7〜9話   | VARS本部               |                           |
| ガンバレお父さん！     | 9〜11話  | VARS本部               |                           |
| 昆虫パニック、再び？   | 12〜13話 | VARS本部               |                           |
| ペット誘拐事件         | 12〜13話 | VARS本部               | 2話連続                   |
| 影の刑事               | 12〜16話 | ブレイブポリス         | 13〜14話は除く            |
| 激闘！シャドウ丸       | 12〜16話 | ブレイブポリス         | 2話連続                   |
| バトリング             | 15〜22話 | VARS本部               | MGルートは20話まで        |
| 決戦！海浜ドーム       | 16〜20話 | ダグベース             |                           |
| トラ・トラ・トラ       | 17〜20話 | ブレイブポリス         |                           |
| 恋せよ乙女！           | 18〜22話 | アドベンジャー         | MGルートは20話まで        |
| 大地の勇者             | 17〜20話 | ダ・ガーンの部屋       |                           |
| 勇者の秘密に迫れ！     | 25〜27話 | 舞人の部屋             |                           |
| 巨大カボチャの襲来     | 25〜27話 | 舞人の部屋             | 2話連続                   |
| ブラックガイン         | 25〜27話 | 舞人の部屋             | MGルート選択時 3話連続    |
| ガインVSブラック       | 25〜27話 | 舞人の部屋             | 4話連続                   |
| さらば優しき日々よ     | 25〜41話 | VARS本部               | 29話は除く                |
| 宇宙の彼方より         | 25〜41話 | ダグベース             | 29話は除く                |
| サリーのアルバイト物語 | 27〜28話 | 舞人の部屋             |                           |
| 爆笑・ロボット漫才!!   | 28〜29話 | 舞人の部屋             |                           |
| 壮絶！女の戦い！       | 27〜41話 | アドベンジャー         | GDルート選択時 29話は除く |
| 大爆発を阻止せよ！     | 27〜29話 | 天野レスキュー隊出張所 |                           |
| 忍者！                 | 35〜41話 | ブレイブポリス         |                           |
| 騎士と勇者             | 43〜46話 | VARS本部               |                           |
| 宇宙海賊VS宇宙海賊     | 43〜44話 | アドベンジャー         |                           |
| 対決！レッドガイスト   | 45〜46話 | ダ・ガーンの部屋       |                           |
| VARS決勝戦             | 46〜47話 | VARS本部               |                           |

## 攻略本
- プレイステーション必勝法スペシャル 新世代ロボット戦記ブレイブサーガ ISBN 9784766931020
- 新世代ロボット戦記ブレイブサーガ 完全攻略ガイド ISBN 9784063431452
- 新世代ロボット戦記ブレイブサーガ 完全攻略ガイドブック ISBN 9784757180314
- 新世代ロボット戦記ブレイブサーガ大百科 ISBN 9784766930849